# 秋山軍 (全日本プロレス)
秋山軍（あきやまぐん）は、全日本プロレスにおいて活動したプロレスラーのユニットである。秋山準が中心となり2000年に活動した。

## 概要
元々小橋健太（現 小橋建太）らとバーニングというユニットで活動し、世界タッグ王座を保持していたが、2000年2月20日にベイダー&スティーブ・ウィリアムスのタッグに敗れ王座陥落。その直後、秋山はバーニングがある程度成熟したため、全日本プロレスを活性化するためには自分が離脱して、バーニングの敵となる必要性があるとの理由で、バーニングを脱退した。
脱退した秋山は、ジュニアヘビー級からヘビー級に転向してから伸び悩んでいたマウナケア・モスマン（現 太陽ケア）とタッグを結成。その後、若手の中で同期の森嶋猛や丸藤正道に後塵を拝していた橋誠も引き入れ、くすぶっている選手の奮起を促すことで団体を活性化しようと試みた。
秋山軍はターゲットをバーニングに絞り、タッグマッチや6人タッグマッチで連戦するようになり、バーニングから白星を重ねた。勝利後に若手の橋に「バーニングさん、せいぜい頑張れよ」などとマイクアピールさせたり、秋山がバーニングの志賀賢太郎と対戦したときにスリーパーホールドで反失神状態に追い込んだり、さらに自身の決め技エクスプロイダーではなく繋ぎ技として使っていたゴッチ式ツームストーン・パイルドライバーで試合を決めるなど、徹底的に精神的な屈辱を与えていった。
激高した小橋は、バーニングと秋山軍との解散をかけてのタッグマッチを行うことにした。同年6月9日のスーパーパワー・シリーズ最終戦となった日本武道館大会で、秋山軍の秋山&モスマンとバーニングの小橋&志賀の解散を賭けたタッグマッチが行われた。結果、17分14秒、秋山が志賀をゴッチ式ツームストーン・パイルドライバーからの体固めで秋山軍が勝利。バーニングはその場で解散した。試合後、バーニング解散決定と同時に秋山が金丸を秋山軍へ勧誘。金丸がそれに応じ、小橋と志賀に対して、秋山、モスマン、橋、金丸の4人が両手を挙げて勝利をアピールした。
しかし、最終戦直後のシリーズオフ期間に全日本プロレス分裂騒動が勃発。モスマンを除くメンバーがプロレスリング・ノアへ参加したために、秋山軍は消滅した。金丸に関しては、秋山軍として一度も試合に臨むことがなかったことになる。
なお、ノアが旗揚げされてから秋山がスターネスという軍団を率いたが、初期メンバーに秋山・橋・金丸が名を連ねており、この秋山軍が母体となっている。
また、ノアにおいて2011年頃から秋山準率いる同名称の秋山軍が活動しているが、関連はなく、別グループである。

## メンバー
- 秋山準 - 結成メンバー、発起人
- マウナケア・モスマン - 結成メンバー
- 橋誠
- 金丸義信 - 2000年6月9日、バーニング解散直後に加入